# James Perch
James Robert Perch, né le 28 septembre 1985 à Mansfield en Angleterre, est un footballeur anglais. Latéral droit, milieu défensif ou parfois défenseur central, il joue depuis 2020 pour Mansfield Town.

## Biographie
Le 3 juin 2013, il rejoint Wigan Athletic. Le 31 juillet 2015, il s'engage en faveur de QPR pour trois ans.
Le 1er août 2018, il rejoint Scunthorpe United.
Arrivé en fin de contrat à l'issue de la saison 2019-2020, Scunthorpe United ne lui propose pas de prolonger son bail, à l'instar de 10 autres joueurs du groupe professionnel.
Le 13 août 2020, il rejoint Mansfield Town.

## Palmarès
Vierge